# Challenger de Blois 2016
El torneo Internationaux de Tennis de BLOIS 2016 es un torneo profesional de tenis. Pertenece al ATP Challenger Series 2016. Se disputó su 4.ª edición sobre superficie tierra batida, en Blois, Francia entre el 13 y el 19 de junio de 2016.

## Jugadores participantes del cuadro de individuales
| Favorito | País                                  | Jugador            | Rank1 | Posición en el torneo |
| -------- | ------------------------------------- | ------------------ | ----- | --------------------- |
| 1        | Bandera de España                     | Albert Montañés    | 103   |                       |
| 2        | Bandera de Argentina                  | Carlos Berlocq     | 124   |                       |
| 3        | Bandera de los Países Bajos           | Thiemo de Bakker   | 126   |                       |
| 4        | Bandera de Brasil                     | Thiago Monteiro    | 138   |                       |
| 5        | Bandera de Colombia                   | Alejandro González | 143   |                       |
| 6        | Bandera de Bélgica                    | Steve Darcis       | 145   |                       |
| 7        | Bandera de Francia                    | Mathias Bourgue    | 153   |                       |
| 8        | Bandera de la República Popular China | Zhang Ze           | 174   |                       |

- 1 Se ha tomado en cuenta el ranking del 6 de junio de 2016.

### Otros participantes
Los siguientes jugadores recibieron una invitación (wild card), por lo tanto ingresan directamente al cuadro principal (WC):
- Jonathan Eysseric
- Hugo Grenier
- Johan Tatlot
- Maxime Teixeira

Los siguientes jugadores ingresan al cuadro principal tras disputar el cuadro clasificatorio (Q):
- Andreas Beck
- Scott Griekspoor
- José Hernández
- Juan Pablo Paz

## Campeones

### Individual Masculino
- derrotó en la final a  ,

### Dobles Masculino
- /   derrotaron en la final a   /  ,